# Кваме Аю
Кваме Аю (англ. Kwame Ayew, нар. 28 грудня 1973, Аккра) — ганський футболіст, що грав на позиції нападника, зокрема за низку європейських та азійських клубних команд, а також за національну збірну Гани.
Молодший брат Абеді Пеле (народжений Абеді Аю) — одного з найкращих ганських футболістів в історії, багаторічного капітана національної збірної країни.

## Клубна кар'єра
У дорослому футболі дебютував 1990 року виступами за івуарійську команду «Африка Спортс», звідки був запрошений до французького «Меца», де провів два роки у молодіжній команді. 
Згодом у 1992–1993 роках захищав кольори саудівського «Аль-Аглі», після чого повернувся до Європи, де протягом двох сезонів грав за  «Лечче».
Другу половину 1990-х провів у Португалії, де встиг пограти за «Уніан Лейрія», «Віторію» (Сетубал), «Боавішту» та «Спортінг». У складі останнього ставав чемпіоном сезону 1999/2000, хоча й не демонстрував такої результативності, як в «Боавішті», де відзначався голом щонайменше у кожній другій грі першості.
2000 року перебрався до Туреччини, де по сезону відіграв за «Йозгатспор» та «Коджаеліспор», після чого мав китайський етап ігрової кар'єри, протягом якого виступав за «Шеньян Циньде», «Інтер Шанхай» та «Сіань Чаньба».
Завершував виступи на футбольному полі в Португалії, у складі «Віторії» (Сетубал), до якої повернувся 2006 року і де провів заключний сезон кар'єри.

## Виступи за збірні
1992 року захищав кольори олімпійської збірної Гани. У складі цієї команди провів 6 матчів, забив 3 голи. У складі збірної — учасник  футбольного турніру на Олімпійських іграх 1992 року у Барселоні, на якому команда здобула бронзові олімпійські нагороди.
Восени того ж 1992 року дебютував в офіційних матчах у складі національної збірної Гани іграми вібору на чемпіонат світу 1994. Вже у своїй другій грі відкрив лік голам за національну команду.
У її складібув учасником Кубка африканських націй 1994 року в Тунісі, Кубка африканських націй 1996 року в ПАР, а також Кубка африканських націй 2000 року в Гані та Нігерії.
Загалом протягом дестярічної кар'єри в національній команді провів у її формі 26 матчів, забивши 11 голів.
| Дата       | Місто        | Господарі      | Результат | Гості            | Турнір                                      | Голи | Примітки         |
| ---------- | ------------ | -------------- | --------- | ---------------- | ------------------------------------------- | ---- | ---------------- |
| 25-10-1992 | Бужумбура    | Бурунді        | 1 – 0     | Гана             | Відбір до ЧС 1994                           | -    |                  |
| 20-12-1992 | Аккра        | Гана           | 2 – 0     | Алжир            | Відбір до ЧС 1994                           | 1    | 65'              |
| 31-1-1993  | Кумасі       | Гана           | 1 – 0     | Бурунді          | Відбір до ЧС 1994                           | -    |                  |
| 26-2-1993  | Тлемсен      | Алжир          | 2 – 0     | Гана             | Відбір до ЧС 1994                           | -    | 19'              |
| 27-3-1994  | Сус          | Гана           | 1 – 0     | Гвінея           | Кубок африканських націй 1994 - 1-й етап    | -    |                  |
| 31-3-1994  | Сус          | Гана           | 1 – 0     | Сенегал          | Кубок африканських націй 1994 - 1-й етап    | -    | 66'              |
| 16-10-1994 | Ніамей       | Нігер          | 1 – 5     | Гана             | Відбір до Кубка африканських націй 1996     | 1    |                  |
| 12-11-1994 | Бакау        | Гамбія         | 1 – 2     | Гана             | Відбір до Кубка африканських націй 1996     | -    |                  |
| 22-1-1995  | Аккра        | Гана           | 3 – 1     | Республіка Конго | Відбір до Кубка африканських націй 1996     | 1    |                  |
| 25-1-1996  | Блумфонтейн  | Гана           | 2 – 0     | Мозамбік         | Кубок африканських націй 1996 - 1-й етап    | 1    | 80'              |
| 28-1-1996  | Йоганнесбург | Гана           | 1 – 0     | Заїр             | Кубок африканських націй 1996 - чвертьфінал | -    | 88'              |
| 31-1-1996  | Йоганнесбург | ПАР            | 3 – 0     | Гана             | Кубок африканських націй 1996 - півфінал    | -    | 59'              |
| 7-6-1997   | Касабланка   | Марокко        | 1 – 0     | Гана             | Відбір до ЧС 1998                           | -    | 46'              |
| 14-6-1997  | Сувон        | Південна Корея | 3 – 0     | Гана             | товариський матч                            | -    |                  |
| 16-6-1997  | Сеул         | Єгипет         | 2 – 0     | Гана             | товариський матч                            | -    |                  |
| 24-1-1999  | Аккра        | Гана           | 1 – 0     | Мозамбік         | Відбір до Кубка африканських націй 2000     | -    | Вийшов на заміну |
| 12-11-1999 | Каїр         | Єгипет         | 1 – 2     | Гана             | товариський матч                            | 1    | Замінений        |
| 14-12-1999 | Салоніки     | Греція         | 1 – 1     | Гана             | товариський матч                            | -    | 58'              |
| 18-1-2000  | Аккра        | Гана           | 2 – 0     | Туніс            | товариський матч                            | 2    |                  |
| 22-1-2000  | Аккра        | Гана           | 1 – 1     | Камерун          | Кубок африканських націй 2000 - 1-й етап    | 1    |                  |
| 27-1-2000  | Аккра        | Гана           | 2 – 0     | Того             | Кубок африканських націй 2000 - 1-й етап    | 1    |                  |
| 31-1-2000  | Аккра        | Гана           | 0 – 2     | Кот-д'Івуар      | Кубок африканських націй 2000 - 1-й етап    | -    |                  |
| 6-2-2000   | Кумасі       | Гана           | 0 – 1     | ПАР              | Кубок африканських націй 2000 - чвертьфінал | -    |                  |
| 8-4-2000   | Аруша        | Танзанія       | 0 – 1     | Гана             | Відбір до ЧС 2002                           | -    | 70'              |
| 14-1-2001  | Кіншаса      | ДР Конго       | 2 – 1     | Гана             | Відбір до Кубка африканських націй 2002     | 1    | 77'              |
| 5-5-2001   | Фрітаун      | Сьєрра-Леоне   | 1 – 1     | Гана             | Відбір до ЧС 2002                           | 1    |                  |
| Усього     |              | Матчів         | 26        |                  | Голів                                       | 11   |                  |

## Титули і досягнення
- Чемпіон Португалії (1):

«Спортінг»: 1999-2000
- Володар Кубка Туреччини (1):

«Коджаеліспор»: 2001-2002
- Найкращий бомбардир Китайської Суперліги: 2004

Збірні
- Бронзовий олімпійський призер: 1992